# August Rei
August Rei (ur. 22 marca 1886 w Pilistvere, zm. 29 marca 1963 w Sztokholmie) – estoński polityk socjaldemokratyczny, deputowany do Riigikogu (1920–1940), premier i głowa państwa w 1929, szef rządu estońskiego na uchodźstwie pełniący funkcję prezydenta (1945–1963).

## Życiorys
Uczył się w rosyjskim gimnazjum im. Aleksandra II w Tartu, później w Nowogrodzie, by w 1904 podjąć studia prawnicze w Petersburgu.
Brał udział w rewolucji z 1905, za co spotkały go represje. W 1906 wydawał podziemną gazetę "Sotsiaaldemokraat" w Tallinnie. W latach 1912–1913 zmobilizowany do wojska praktykował później jako prawnik w Viljandi.
Podczas pierwszej wojny światowej znów służył w wojsku jako oficer artylerii w forcie petersburskim. Później zajmował się tworzeniem estońskich jednostek w ramach armii rosyjskiej.
W latach 1918–1919 minister pracy i opieki społecznej w rządzie Konstantina Pätsa. Zastępował premiera, pełnił też obowiązki ministra edukacji.
Dalej działał jako dziennikarz: wydawał pisma "Sotsiaaldemokraat" oraz "Rahva Sõna" ("Świat ludzi"). Prowadził działalność adwokacką (m.in. bronił w procesie Aadu Birk w 1927). Zaangażowany w estoński samorząd: w latach 1930–1934 przewodniczył Radzie Miejskiej Tallinna.
Od 1919 do 1920 stał na czele konstytuanty (Asutav Kogu), w latach 1925–1926 marszałek Riigikogu II kadencji.
Przewodniczył delegacji estońskiej w estońsko-łotewskiej komisji ds. delimitacji granicy obu państw (1923–1925).
W latach 1932–1933 sprawował urząd ministra spraw zagranicznych. Po przewrocie Konstantina Pätsa był również wiceministrem tego resortu (1934–1937).
Od 1938 do 1940 reprezentował Estonię jako ambasador w ZSRR. W czerwcu 1940 otrzymał radzieckie "ultimatum" odnośnie do powołania prosowieckiego rządu w Tallinnie. W lipcu 1940 udało mu się uciec przed aresztowaniem do Szwecji.
W tymczasowym rządzie Ottona Tiefa kierował ministerstwem spraw zagranicznych (we wrześniu 1944).
Po II wojnie światowej szefował Estońskiej Fundacji Narodowej na Wygnaniu, od 1947 do 1963 był przewodniczącym Estońskiej Rady Narodowej, quasi–parlamentu emigracyjnego.
W okresie międzywojennym prezydent estońskiego oddziału Alliance française. Od 1937 do 1938 zastępca przewodniczącego Estońskiego Towarzystwa Stosunków Międzynarodowych, był też członkiem Towarzystwa Muzycznego Robotników Estońskich.
Został odznaczony m.in. estońskim Krzyżem Wolności I klasy (1920) oraz Orderem Krzyża Orła I klasy (1930). Ponadto został honorowym doktorem prawa uniwersytetu w Tartu. Pisał i tłumaczył na estoński pisma czołowych socjalistów, publikował też pamiętniki.